# Castell de Bunratty
El castell de Bunratty construït el 1425, està situat en el municipi de Newmarket-on-Fergus, al comtat de Clare, en la República d'Irlanda. Amb el seu estil d'edificació denominat arquitectura normanda, es troba al centre del poble de Bunratty, entre les ciutats de Limerick i Ennis, a les proximitats del riu Fergus i l'aeroport de Shannon.
El nom de Bunratty, (Bun Raite o Bun na Raite en gaèlic irlandès), significa el fons o l'extrem del riu (ratty). El riu que voreja el castell desemboca, no lluny d'allà, a l'estuari del riu Shannon, a l'oceà Atlàntic.

## Història
El lloc sobre el que actualment s'assenta el castell va ser primer ocupat pels vikings, cap a l'any 970, els qui van instal·lar allà un camp destinat al comerç amb els irlandesos de la zona.
Robert de Muscegros l'any 1270 va construir la primera fortalesa, en forma d'un castell de mota i pati, com era habitual entre els normands, per assegurar el control del territori. Es tractava bàsicament d'una edificació construïda amb fusta.
Poc després, les terres i la primitiva fortalesa en poder de Thomas de Clare, va ser qui va edificar al castell la primera estructura permanent amb materials duradors. Per a aquests moments, la ciutat de Bunratty ja tenia mil habitants. El 1318, el fill de Thomas, Richard de Clare, nou senyor del castell, va resultar mort en el curs de la batalla de Dysert O'Dea. Tant el castell com la ciutat de Bunratty van ser completament destruïts pel clan vencedor, O'Brien.
Després de la reconstrucció del castell l'any 1332, pel compte del rei d'Anglaterra, el castell va quedar novament arrasat en un atac dels guerrers dels Thomond, vassalls dels O' Brien i dels Mac Namara. El 1353, després d'haver-se'n mantingut en ruïnes durant 21 anys, el castell va ser reconstruït una vegada més, en aquesta ocasió per part de sir Thomas Rokeby, per ser quasi immediatament assaltat i pres pels irlandesos, els quals van mantenir el castell en el seu poder sense interrupcions des d'aleshores.

## Bunratty al segle XXI

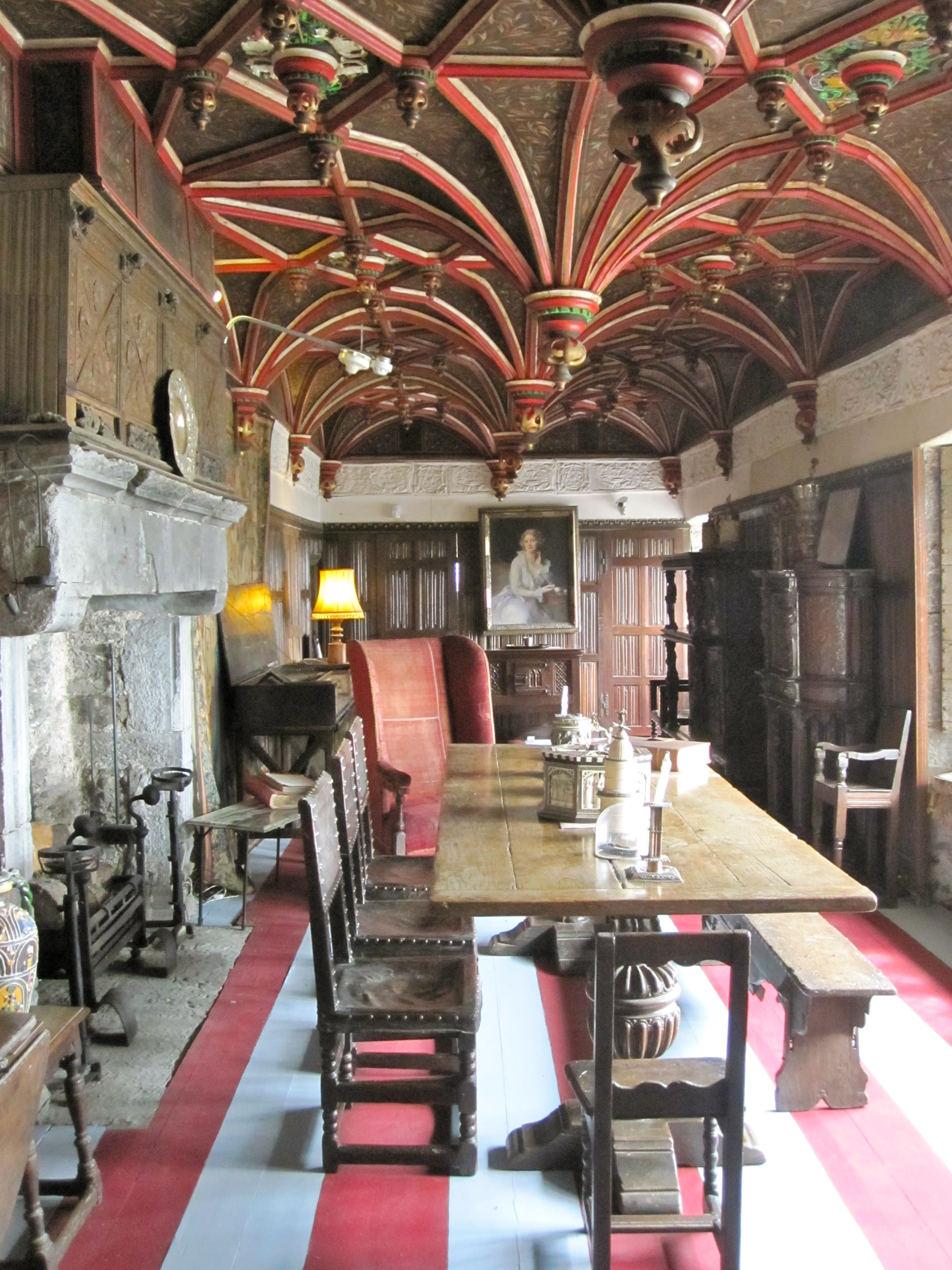
Sala del castell

El castell, a la forma que ha arribat fins al segle xxi, va ser construït per la família Mac Namara cap a 1425, abans de passar uns 50 anys més tard a les mans dels O'Brien, el clan més poderós de Munster.
Tant el castell com el parc temàtic adjunt es troben sota la gestió de Shannon Development. El conjunt forma un apreciat destí turístic, especialment a causa de la seva proximitat a l'aeroport de Shannon. El castell ha estat objecte d'una acurada restauració, i el seu interior ha estat moblat amb tapisseries i objectes dels segles XIV al XVII, encara que molt pocs d'aquests objectes procedeixin del mateix castell. Cada nit s'organitzen dos banquets medievals al gran saló del castell.
El parc folklòric de Bunratty, és de fet, un poble camperol reconstruït, amb els seus carrers del segle xix, i dotat d'escola, pub, botigues (quincalleria, tèxtils) i església, tot plegat obert a la visita turística. També hi ha vuit masies (amb el seu corresponent foc de torba en la xemeneia), un molí hidràulic, una farga, diversos elements de material d'ús agrícola i animals vius, juntament amb una acurada selecció de mobiliari rústic.